# پریاتلسکی
پریاتلسکی (به لاتین: Priyatelsky) یک منطقهٔ مسکونی در روسیه است که در سرزمین آلتای واقع شده‌است.